# Panathlon International
Panathlon International ist ein internationaler Sportverband mit Sitz in Rapallo. Die Gründung des ersten Clubs erfolgte 1951.
Panathlon (griech.) beschreibt die Gesamtheit aller Sportdisziplinen. Die Bewegung Panathlon mit ihren nationalen und regionalen Verbänden versteht sich als Dienst am Sport und an den Sportlern. Sie wurde gegründet mit der Absicht, den Sport nach dem Krieg wieder zu beleben. 1960 wurde von dazugehörigen Clubs verschiedener Nationen „Panathlon International“ gebildet.
Die Clubs verfolgen ethische und kulturelle Ziele und beabsichtigen, die Werte des Sports zu vertiefen, zu verbreiten und zu verteidigen, die als ein Mittel der Bildung und der Erziehung der Person und als Mittel der Schaffung von Solidarität zwischen den Völkern angesehen werden.
Die 32 regionalen Clubs in der Schweiz gehören zum 2. Distrikt Schweiz & Fürstentum Liechtenstein. Die Clubs vergeben regionale Sportpreise an Persönlichkeiten, welche sich um die Sportförderung verdient machten.
Panathlon International gehört den folgenden Verbänden an:
- Global Association of International Sports Federations (GAISF)
- International Fair Play Committee (CIFP)
- UNESCO
- World Athletics
- Weltrat für Sportwissenschaft und Leibes-/Körpererziehung (ICSSPE)
- International Olympic Committee (IOC)